# Cis nikkoensis
Cis nikkoensis es una especie de coleóptero de la familia Ciidae.

## Distribución geográfica
Habita en Japón.